# Distrikt Paccaritambo
Der Distrikt Paccaritambo liegt in der Provinz Paruro in der Region Cusco in Südzentral-Peru. Der Distrikt wurde am 22. Oktober 1963 gegründet. Er besitzt eine Fläche von 142 km². Beim Zensus 2017 lebten 2162 Einwohner im Distrikt. Im Jahr 1993 lag die Einwohnerzahl bei 3682, im Jahr 2007 bei 2440. Die Distriktverwaltung befindet sich in der 3581 m hoch gelegenen Ortschaft Paccaritambo (alternative Schreibweise: Paccarectambo) mit 749 Einwohnern (Stand 2017). Paccaritambo liegt knapp 12 km westlich der Provinzhauptstadt Paruro sowie 26 km südlich der Regionshauptstadt Cusco. 6 km nördlich von Paccaritambo befindet sich der archäologische Fundplatz Maukallacta.

## Geographische Lage
Der Distrikt Paccaritambo befindet sich im Andenhochland im zentralen Norden der Provinz Paruro. Der Río Apurímac fließt entlang der südlichen Distriktgrenze nach Westen. Dessen rechter Nebenfluss Río Molle Molle begrenzt den Distrikt nach Westen sowie dessen linker Quellfluss Río Yaurisque nach Norden.
Der Distrikt Paccaritambo grenzt im Südwesten an den Distrikt Ccapi, im Westen an den Distrikt Huanoquite, im Norden an den Distrikt Yaurisque, im Osten an den Distrikt Paruro sowie im Süden an den Distrikt Colcha.